# Parathyastus alboconspersus
Parathyastus alboconspersus är en skalbaggsart som beskrevs av Aurivillius 1913. Parathyastus alboconspersus ingår i släktet Parathyastus och familjen långhorningar. Inga underarter finns listade i Catalogue of Life.